# Artūrs Zakreševskis
Artūrs Zakreševskis (Riga, 1971. augusztus 7. –) lett válogatott  labdarúgó.
A lett válogatott tagjaként részt vett a 2004-es Európa-bajnokságon.

## Sikerei, díjai
Skonto Riga
- Lett bajnok (4): 2001, 2002, 2003, 2004
- Lett kupagyőztes (2): 2001, 2002